# 하남자
하남자(下男子)는 상남자의 반의어이다. 겁이 많거나 운동신경이 좋지 않은 등 의 남자들과 속이 좁은 남자를 비난하는 말이다. 낮을 하 자를 써서 낮은 남자라는 뜻이다. 